# Dzsungelhajsza
A Dzsungelhajsza (eredeti cím: Freelance) 2023-ban bemutatott amerikai akcióvígjáték, amelyet Jacob Lentz forgatókönyvéből Pierre Morel rendezett. A főbb szerepekben John Cena, Alison Brie, Juan Pablo Raba és Christian Slater látható.
Az Amerikai Egyesült Államokban 2023. október 27-én került a mozikba a Relativity Media forgalmazásában. Magyarországon a Prorom Entertainment Kft. mutatta be október 12-én.

## Cselekmény
Mason Pettits a Különleges Erők egykori katonája, egy küldetés során történt, megrázó eseményt követően felmondott. Azóta eredeti munkáját végzi ügyvédként egy középszerű ügyvédi irodában, így feleségével, Jennyvel és lányával, Caseyvel több időt tud együtt tölteni. A férfi azonban unja nem különösebben jövedelmező munkáját.
Elfogadja egykori bajtársa és egy magánbiztonsági cég üzemeltetője, Sebastian Earle ajánlatát: Mason Earle megbízásából elutazik a dél-amerikai Paldoniába, és Claire Wellington újságírónő testőre lesz, aki exkluzív interjút készít Venegas elnökkel. Mason számára ez azért különösen kényes megbízás, mert Venegas állt a sok emberéletet követelő korábbi incidens mögött.
A tervezett interjút katonai államcsíny szakítja félbe – Claire-nek és Masonnak a dzsungelbe kell menekülnie az elnökkel együtt.

## Szereplők
| Szerep               | Színész          | Magyar hang      |
| -------------------- | ---------------- | ---------------- |
| Mason Pettits        | John Cena        | Bognár Tamás     |
| Claire Wellington    | Alison Brie      | Csuha Borbála    |
| Juan Venegas elnök   | Juan Pablo Raba  | Makranczi Zalán  |
| Jenny Pettits        | Alice Eve        | Varga Lili       |
| Jan Koehorst ezredes | Marton Csokas    | Debreczeny Csaba |
| Sebastian Earle      | Christian Slater | Viczián Ottó     |
| Casey Pettits        | Molly McCann     | Tanka Natália    |

## A film készítése
A Dzsungelhajsza Jacob Lentz televíziós forgatókönyvíró nagyjátékfilmes debütálása. A projektet 2021. október 6-án jelentették be, a rendező Pierre Morel, a főszereplő pedig John Cena lett.
A film költségvetése a beszámolók szerint legalább 40 millió dollár volt. 2022 januárjában Alison Brie, Juan Pablo Raba, Alice Eve, Marton Csokas és Christian Slater csatlakozott a stábhoz. A forgatás 2022. január 17-én kezdődött Kolumbiában, Thierry Arbogast operatőr közreműködésével.

## Fordítás
- Ez a szócikk részben vagy egészben  a   Freelance (2023 film) című angol Wikipédia-szócikk fordításán alapul.  Az eredeti cikk szerkesztőit annak laptörténete sorolja fel. Ez a jelzés csupán a megfogalmazás eredetét és a szerzői jogokat jelzi, nem szolgál a cikkben szereplő információk forrásmegjelöléseként.